# Administración institucional
La Administración institucional es un sector de la Administración Pública integrado por entes públicos menores de carácter no territorial, como los organismos públicos. Es una denominación que pretende englobar dentro de sí diferentes categorías que están unidas por la idea de ser unos entes administrativos dependientes de una Administración Territorial, respecto a la que guardan una relación de dependencia, a pesar de la autonomía relativa en la gestión de los fines que se les encomienda. Obedecen por tanto al principio de descentralización funcional, en contraposición al principio de descentralización territorial propio de los entes territoriales.
Son institucionales por cuanto que su sustrato es el de ser una institución y no una corporación. Su creación se debe a la decisión de la Administración fundante.

## España
La Ley de Régimen Jurídico del Sector Público], en su artículo 88 define a los organismos públicos estatales como aquellos “organismos públicos dependientes o vinculados a la administración general del Estado o a través de otro organismo público, los creados para la realización de actividades administrativas, sean de fomento, prestación o gestión de servicios públicos o de producción de bienes de interés público, susceptibles de contraprestación, actividades de contenido económico reservadas a las administraciones públicas; así como su supervisión o regularización de sectores económicos, las características de los cuales justifiquen su organización en régimen de descentralización funcional o independencia”, y les atribuye “personalidad jurídica pública diferenciada, patrimonio y tesorería propios, así como autonomía de gestión y potestades administrativas precisas para el cumplimiento de sus fines”. 

### Entes Públicos Atípicos o Apátridas
Son órganos no sujetos a la regulación general, sino a sus peculiares Estatutos. La Ley General Presupuestaria (LGP) en su artículo 6.5 incluye a estos Entes Atípicos refiriéndose a ellos como “el resto de Entes del sector público estatal no incluidos en este artículo ni en los anteriores”, es decir, que no fueran ni organismos autónomos, ni sociedades estatales. Entre los incluidos figura la Agencia Estatal de Administración Tributaria que, junto con el Consejo Económico y Social y el Instituto Cervantes, se rigen por su legislación específica, por la LGP y, de forma supletoria por la LRJSP (Ley 40/2015).

## México
En México, los órganos semi-gubernamentales son órganismos “hibridos”, una categoría dentro de la “Administración institucional”, siendo dichos órganos semi-gubernamentales, organismos reguladores. La administración institucional se caracteriza por el nivel de independencia que tiene frente a la administración territorial. La administración institucional se incluye en el tipo básico de los entes fundacionales, el elemento patrimonial pasa a un segundo plano, este tipo de administración sirve como un instrumento de auxilio para la administración territorial. 

## Perú
Los organismos reguladores fueron asumidas por muchos países de Sudamérica siguiendo el modelo de las agencias reguladoras norteamericanas, en un marco temporal similar al nacimiento de las comisiones reguladoras independientes españolas. 
Estos "entes administrativos" utilizaron varias denominaciones en diferentes países, no existiendo hasta la fecha un consenso sobre su nomen iuris. Así por ejemplo se denominan agencias en el mundo anglosajón, autoridades administrativas en Italia y/o autoridades administrativas independientes en Francia y España, u organismos reguladores en Perú. 
En Perú se originaron a partir de 1991 en medio de la denominada "Reforma y modernización del Estado"19, proceso amplio que implicó la reducción estatal a una mínima expresión y la implantación -en general- de muchísima flexibilidad en la gestión de las organizaciones administrativas (incluso con la introducción poco técnica del derecho privado). Esta reducción y retirada del Estado abrió paso a la entrada y competencia de nuevos operadores en varios sectores (despublificados) y el correspondiente reacomodo de las nacientes administraciones públicas bajo la cláusula del Estado regulador.